# ناومحافظ کلاس بازن اف۱۰۰
ناومحافظ اسپانیایی با خواص پنهانکاری و وزن این کلاس از ناوهای محافظ در حدود ۶۳۰۰ تن، طول آن در حدود ۱۴۶ متر و عرض آن نیز حدوداً ۱۸ متر است. پیشرانه‌های این ناو دو توربین گازی و دو موتور دیزل است که می‌تواند با سرعت ۵۲ کیلومتر بر ساعت تا مسافتی در حدود ۸۳۰۰ کیلومتر را طی کند. در حال حاضر ۵ فروند از این ناوها در نیروی دریایی اسپانیا فعال هستند و سفارشی برای ششمین فروند از کلاس نیز صادر شده است. تعداد خدمه آن نیز ۲۵۰ نفر می‌باشد.

### رادار
- با توجه به مجهز شدن این ناو به سامانه دفاع هوایی ایجیس ساخت آمریکا، نقش اصلی آن ایجاد چتر دفاع هوایی است که با کمک این سامانه و موشک‌های ضدهوایی استاندارد ایجاد می‌شود.
- به غیر از سامانه ایجیس که رادار اصلی این ناو محسوب می‌شود این ناو اسپانیایی به سامانه جنگ الکترونیک ساخت اسپانیا و همچنین سیستم دفاع در برابر اژدر AN/SLQ-25A ساخت آمریکا مجهز است.

### تسلیحات
- این ناو در بخش تسلیحات نیز با بهره‌گیری از فناوری VLS یا همان سیستم پرتاب عمودی توانسته است حجم زیادی از تسلیحات را با خود حمل کند. این ناو به پرتابگرهای عمود مارک ۴۱ ساخت آمریکا مجهز شده است. این کشتی اسپانیایی حدود ۴۸ سلول پرتاب عمودی در اختیار دارد که ۳۲ تا از آنها به موشک‌های سطح به هوای SM-2MR Block IIIA از خانواده استاندارد با برد بیش از ۱۰۰ کیلومتر اختصاص داشته و در تعداد باقی مانده این سلول‌ها نیز ۶۴ فروند موشک ضدهوایی کوتاه برد RIM-162 ESSM با برد ۵۰ کیلومتر وجود دارد.
- ۸ تیر موشک کروز ضد کشتی هارپون به همراه پرتابگرهای اژدر ۳۲۴ میلی‌متری از دیگر تسلیحات این کلاس از ناوهای ارتش اسپانیا به‌شمار می‌رود. البته موشک‌های هارپون از پرتابگرهای عمودی استفاده نکرده و از ۲ پرتابگر ۴ تایی زاویه دار پرتاب می‌شوند.
- سامانه‌های سونار فعال و غیرفعال این ناو نیز ساخت شرکت ریتهون آمریکا می‌باشد.
- این ناو توان حمل یک فروند بالگرد سی هاوک را نیز دارد.